# Gloria Holden
Pour les articles homonymes, voir Holden.
Gloria Holden est une actrice anglaise, née le 5 septembre 1903 à Londres, au Royaume-Uni et morte le 22 mars 1991 à Redlands (Californie, États-Unis).

## Biographie
Née à Londres en 1903, Gloria Holden part vivre aux États-Unis dès son enfance. Elle grandit en Pennsylvanie, puis étudie à l'école d'Art dramatique à New York. Elle joue dans de nombreuses pièces de théâtre avant de faire ses débuts au cinéma dans les années 1930. Son rôle le plus mémorable est sans doute celui de la comtesse Marya Zaleska qu'elle joue dans La Fille de Dracula (1936). Elle se fait connaître en interprétant la femme de Paul Muni dans La Vie d'Émile Zola (1937). Elle tourne également sous la direction de Michael Curtiz dans Les Conquérants (1939), sous celle de Tod Browning dans Miracles à vendre ou encore aux côtés de Clark Gable dans Test Pilot (1939) et Marchands d'illusions (1947).

## Anecdotes
Gloria Holden a été mariée à plusieurs reprises :
Avec Harry Dawson Reynolds (1921- 19??). De cette union, est né l'acteur Larry Holden.
Avec l'acteur Harold A. Winston (1932-1937)
Avec William Hoyt (1944-1991). Ils eurent un fils, Christopher Hoyt (décédé en 1970).
Gloria Holden est la grand-mère de l'actrice Laurie Holden (X-Files, The Mist, The Walking Dead).

## Filmographie

### Cinéma
- 1934 : The Return of Chandu de Ray Taylor : (non créditée)
- 1936 : Sa femme et sa secrétaire (Wife vs. Secretary) de Clarence Brown : Joan Carstairs
- 1936 : La Fille de Dracula (Dracula's Daughter) de Lambert Hillyer : Marya Zaleska
- 1937 : La Vie d'Emile Zola (The Life of Emile Zola) de William Dieterle : Alexandrine Zola
- 1937 : The Man Without a Country : Marian Morgan
- 1938 : Hawaii Calls d'Edward F. Cline : Mme Milburn
- 1938 : Pilote d'essai (Test Pilot) de Victor Fleming : Mme May Benson
- 1938 : Pensionnat de jeunes filles (Girls' School) de John Brahm : Miss Laurel
- 1939 : Les Conquérants (Dodge City) de Michael Curtiz : Mme Cole
- 1939 : Miracles à vendre (Miracles for Sale) de Tod Browning : Madame Rapport
- 1939 : A Child Is Born : Mme Kempner
- 1940 : La Mariée célibataire (This Thing Called Love) : Genevieve Hooper
- 1941 : Passage from Hong Kong (en) : Madame Weangel
- 1941 : Vendetta (The Corsican Brothers) de Gregory Ratoff : comtesse Franchi
- 1942 : Don't Talk : Beulah Anderson
- 1942 : A Gentleman After Dark (en) : Miss Clark
- 1942 : Miss Annie Rooney : Esther White
- 1942 : Apache Trail : Mme James V. Thorne
- 1943 : Face au soleil levant (Behind the Rising Sun) d'Edward Dmytryk : Sara Braden
- 1945 : Strange Holiday (en) : Jean Stevenson
- 1945 : Having Wonderful Crime : Phyllis Gray
- 1945 : Adventures of Rusty : Louise Hover
- 1945 : The Girl of the Limberlost : Miss Nelson
- 1945 : Hit the Hay : Mimi Valdez
- 1946 : Sister Kenny : Mme McDonnell
- 1947 : Undercover Maizie : Mrs. Canford
- 1947 : Marchands d'illusions (The Hucksters) de Jack Conway : Mme Kimberly
- 1947 : Mac Coy aux poings d'or (Killer McCoy) : Laura McCoy
- 1948 : Perilous Waters (en) de Jack Bernhard : Mme Ferris
- 1949 : Seeds of Destruction : Louise Cannon
- 1949 : Dangerous Visitor : Janet Archer
- 1952 : Qui donc a vu ma belle ? (Has Anybody Seen My Gal) : Clarissa Pennock
- 1953 : La Femme rêvée (Dream Wife) : Mme Landwell
- 1956 : Tu seras un homme, mon fils (The Eddy Duchin Story) de George Sidney : Mrs. Duchin
- 1958 : Le Démon de midi (This Happy Feeling) : Mme Dover
- 1958 : Ma tante (Auntie Mame) : (non créditée)

### Télévision
- 1948 : The Chevrolet Tele-Theatre (en) (série télévisée) (1 épisode)
- 1949 : Your Show Time (série télévisée) (1 épisode)
- 1950 : The Marionette Mystery (téléfilm)
- 1952 : Personal Appearance Theater (série télévisée) (1 épisode)